# 堀田康人
堀田 康人（ほった やすんど / やすひと、1855年5月2日（安政2年3月16日）- 1921年（大正10年）1月21日）は、明治から大正期の弁護士、政治家。衆議院議員、京都府会議長、京都市会議長、京都弁護士会長。幼名・作太郎。

## 経歴
尾張国名古屋園井町（現名古屋市中区錦）で、尾張藩士・堀田平右衛門の長男として生まれる。漢学を修め、1869年（明治2年）家督を相続した。1876年（明治9年）京都に移り、山本覚馬などから法律学、政治学を学び、同年、免許代言人となった。京都代言人組合会長、京都弁護士会長を務めた。
1887年（明治20年）三大事件建白運動を推進し、同年11月、建白書を元老院に提出。1888年（明治21年）1月、京都府会議員に選出され5期在任し、1918年（大正7年）6月に辞任した。この間、同参事会員を務め、1915年（大正4年）10月、第11代府会議長となり1918年6月まで在任した。1892年（明治25年）3月、京都市会議員に選出され5期在任し、2度市会議長（1905年1月-1908年1月、1910年4月-10月）を務めた。
1890年（明治23年）自由党に入党し、1894年（明治27年）9月の第4回衆議院議員総選挙（京都府第1区、自由党）で当選。衆議院議員に1期在任した。
その後、立憲同志会、憲政会に所属し、護憲運動に加わった。また日本赤十字社京都支部の常議員、商議員に在任した。

## 国政選挙歴
- 第3回衆議院議員総選挙（京都府第1区、1894年3月、自由党）次点落選[6]
- 第4回衆議院議員総選挙（京都府第1区、1894年9月、自由党）当選[5]
- 第6回衆議院議員総選挙（京都府第2区、1898年8月、無所属）次点落選[5]

## 著作
- 阿部保治郎閲『民事訴訟法実例』精理館、1891年。